# Szanaa
Szanaa (arab betűkkel صنعاء [Ṣanʿāʾ]) hivatalosan a Jemeni Arab Köztársaság fővárosa, illetve a körülötte elterülő Szanaa kormányzóság székhelye. Ez utóbbinak nem része, hanem Amánat al-Ászima (nagyjából „Főváros titkárság”) néven önálló kormányzóságot alkot.
A jemeni alkotmány szerint Szanaa az ország fővárosa, bár a jemeni kormány székhelye a húti megszállást követően Ádenbe, Dél-Jemen egykori fővárosába költözött. Ádent 2015 márciusában Abdrabbuh Manszúr Hádi akkori elnök ideiglenes fővárossá nyilvánította.
Az óvárosa, amely az UNESCO világörökség része (→ Jemen világörökségi helyszínei), jellegzetes építészeti karakterrel rendelkezik, amely leginkább díszes, többszintes épületeiben nyilvánul meg.

## Etimológia
A Szanaa név valószínűleg a szabái ṣnʿ gyökérszóból származik, ami azt jelenti, hogy „jól megerősített”.  
A 10. századi arab történész, al-Hamdani azt írta, hogy Szanaa ősi neve Azāl volt.  Az "Azál" nevet Uzalhoz, Qahtan fiához, Sém dédunokájához kapcsolták a Genezis könyvének bibliai beszámolóiban. 

## Földrajz
A 2300 méteres tszf. magasságban található Szanaa a világ egyik legmagasabban fekvő fővárosa; a Jemen nyugati részén elterülő hegyvidék egyik tágas völgyében.

### Éghajlat
A város éghajlata kellemes: A nyár a nagy magasság miatt hűvös, a július átlaga 20 °C. A tél enyhe, december átlaghőmérséklete 12 °C. Csapadékeloszlása éves szinten mindössze 240 mm; a két esős időszakot, mely április-májusra és július-szeptemberre esik a téli hónapok hosszú száraz időszaka váltja fel.
A város és környéke a kevés csapadék miatt kopár, ligetek, gyümölcsöskertek és szántóföldek, a lejtőkre felkapaszkodó mesterséges teraszok csupán az aszóvölgyekben (vádikban) találhatók.
| Hónap                         | Jan. | Feb. | Már. | Ápr. | Máj. | Jún. | Júl. | Aug. | Szep. | Okt. | Nov. | Dec. | Év   |
| ----------------------------- | ---- | ---- | ---- | ---- | ---- | ---- | ---- | ---- | ----- | ---- | ---- | ---- | ---- |
| Átlagos max. hőmérséklet (°C) | 19,8 | 20,2 | 22,8 | 25,5 | 26,0 | 27,1 | 27,7 | 25,9 | 23,7  | 22,0 | 20,7 | 19,7 | 23,4 |
| Átlagos min. hőmérséklet (°C) | 5,1  | 8,0  | 9,7  | 11,5 | 13,6 | 15,8 | 16,7 | 16,3 | 12,4  | 9,1  | 6,8  | 6,2  | 10,9 |
| Átl. csapadékmennyiség (mm)   | 0    | 2    | 10   | 14   | 4    | 17   | 50   | 63   | 24    | 7    | 4    | 0    | 195  |
| Forrás: myweather2.com        |      |      |      |      |      |      |      |      |       |      |      |      |      |

## Története

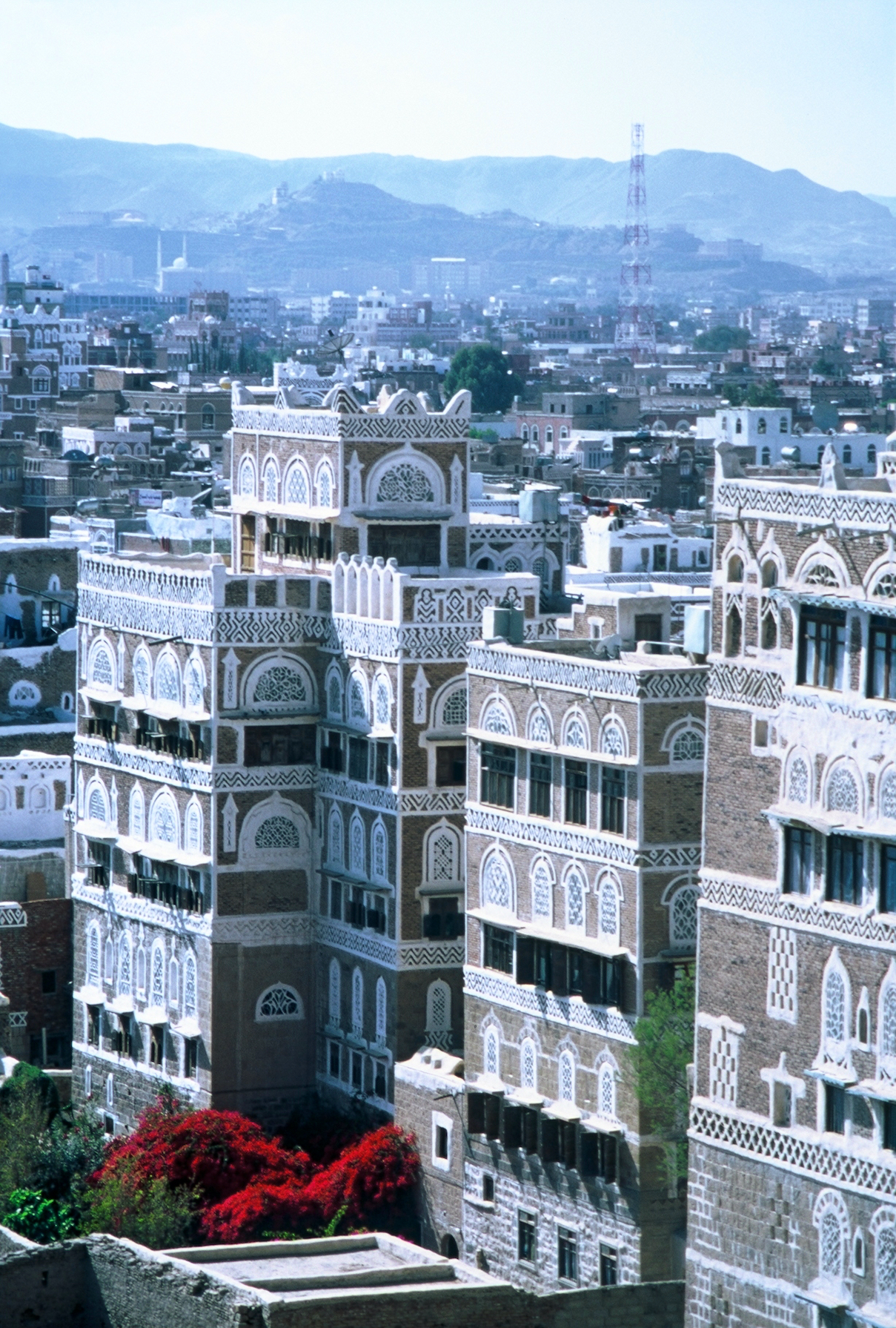
Szanaa

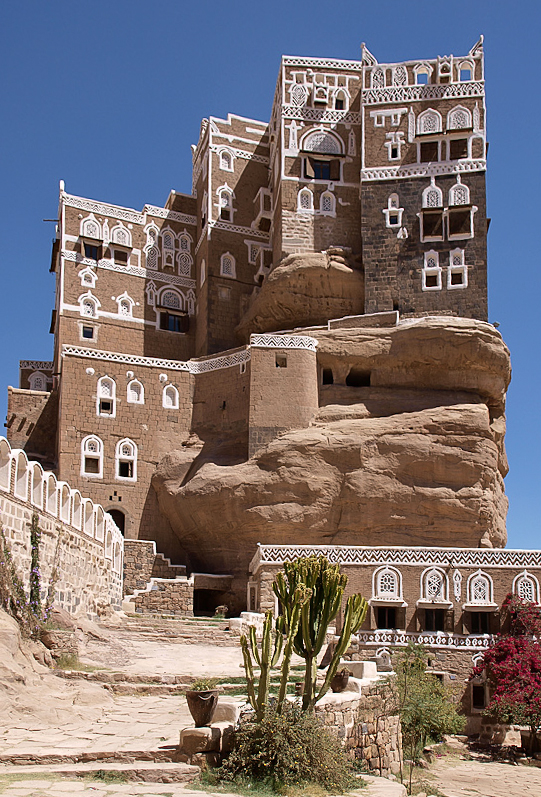
Dar al-Hajar, Yahya imám rezidenciája a Wādī Ẓahrban, Szanaʽa közelében

Az ábrahámi vallások nézete szerint a várost a Dzsabal Nuqum hegyeinek tövében  Sém, Noé fia alapította    az utóbbi halála után.
Szanaát az írott forrásanyag az időszámítás előtti 6. században említi először. A 7. századtól az Arab Kalifátushoz tartozott.

### Középkor
Mohamed korától egészen a független részállamok megalapításáig a jemeni iszlám kalifátus jórészén Szanaa maradt a kormányzó székhely. 
Imám Al-Shafi'i, a 8. századi iszlám jogtudós és a Shafi'i jogtudományi iskola alapítója többször járt Szanaában. Méltatta a várost, hogy Szanaát látni kell.

### Újkor
Az Oszmán Birodalom csapatai a 16. században érkeztek Jemenbe, amikor Nagy Szulejmán volt a szultán.  Özdemir pasa vezetésével az oszmánok 1547-ben meghódították Szanaát 
Az oszmánok jóváhagyással a jemeni kikötővárosokban, Adenben és Mocha- ban tartózkodó európai kapitányok gyakran látogattak Szanaába, hogy kereskedelemi kapcsolatot tartsanak fenn. 
1602-ben a helyi zajdi imámok újra megerősítették ellenőrzésüket a terület felett,  és 1629-ben kiszorították az oszmán csapatokat. Az európai kereskedőket is megfosztották korábbi kiváltságaiktól. 

### 19. század
A zajdi imámok egészen a 19. század közepéig tartották fenn uralmukat Szanaa felett, amikor is az oszmánok újraindították inváziójukat a térség ellenőrzésére. 1835-ben oszmán csapatok érkeztek a jemeni partokra az egyiptomi Mohamed Ali vezetése alatt.  1872-ben foglalták el Szanaát, amikor Ahmed Muhtar pasa vezette csapataik bevonultak a városba. 
Szanaában új utakat építettek, iskolákat és kórházakat létesítettek. Az oszmánok sürgették a reformokat, hogy megszilárdítsák Szana'a feletti ellenőrzésüket, hogy felvegyék a versenyt a terjeszkedő Egyiptommal, az Ádeni brit befolyással, valamint a császári olasz és francia befolyással Szomália partjai mentén, különösen Dzsibuti és Berbera városaiban. A szanaai modernizációs reformok azonban még mindig nagyon korlátozottak voltak. 

### 20. század
1904-ben, amikor az oszmán befolyás gyengült Jemenben, a zajdi imámok átvették a hatalmat Szanaában. Észak-Jemen függetlenségének biztosítására az imám az elszigetelődés politikáját folytatta, kerülte a nemzetközi és arab világpolitikát, felszámolta a kezdeti liberális mozgalmakat, nem járult hozzá az infrastruktúra fejlesztéséhez sem és bezárta az oszmán lányiskolákat. Az intézkedéseinek következtében Szanaa egyre inkább a kormányellenes szervezetek és az értelmiségi lázadások központjává vált. 
Az 1930-as években számos szervezet jött létre a városban, amelyek ellenezték vagy az imám rendszerének reformját. 1936-ra e mozgalmak vezetőinek többségét bebörtönözték. 
A II. világháború után Szanaát Ta'izz váltotta fel fővárosként. A legtöbb kormányhivatal ide költözött. A város zsidó lakosságának nagy része pedig Izraelbe emigrált. 

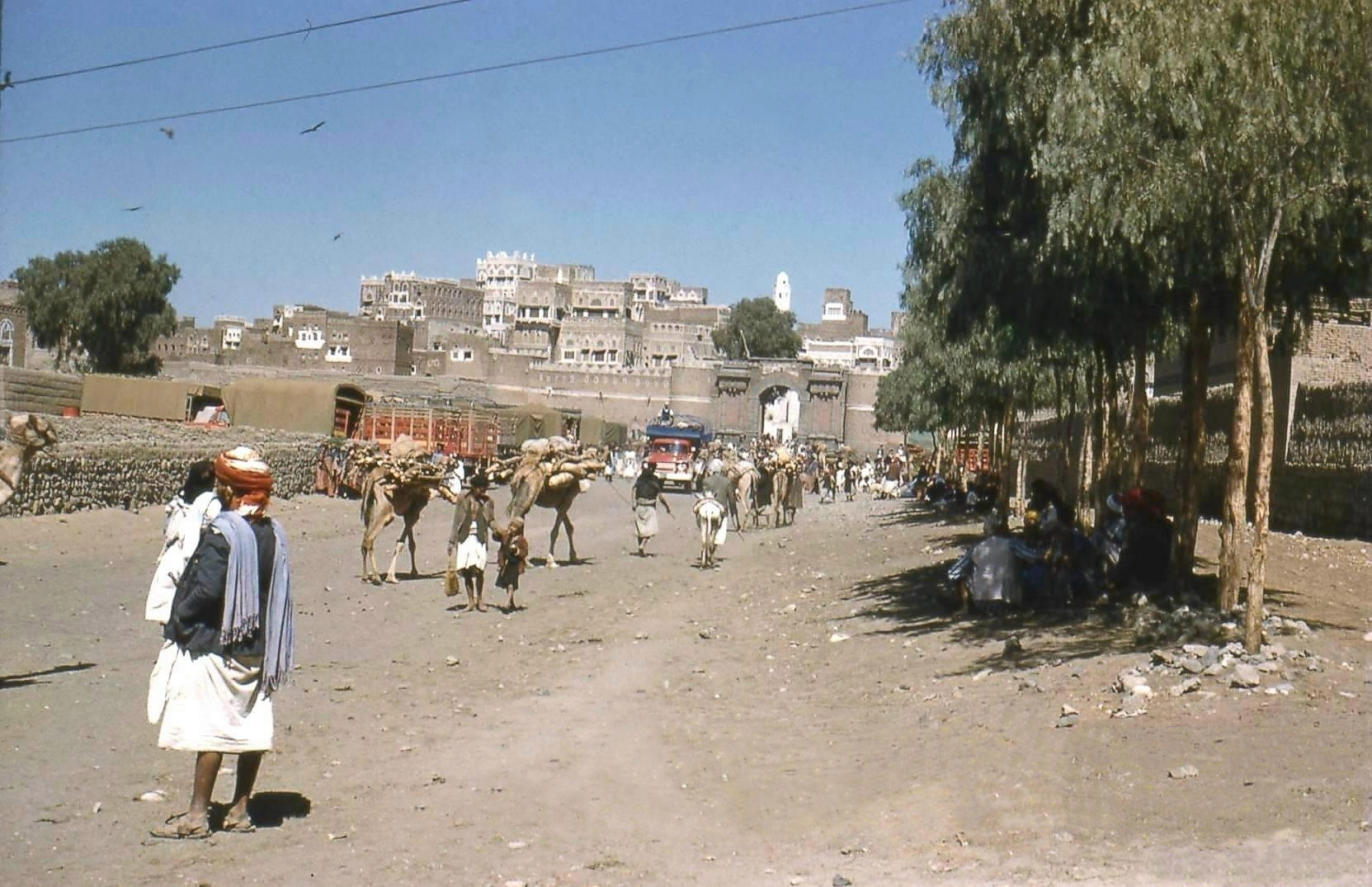
1958-as kép, közvetlenül a Bab al-Yaman mellett

Ezután megkezdődött a fokozatos gazdasági és politikai liberalizáció folyamata, de 1961-re Szanaa jelentős tüntetéseknek és zavargásoknak volt tanúja, amelyek gyorsabb reformot és változást követeltek. Az észak-jemeni katonai köztársaságpárti tisztek, akik szimpatizálnak az egyiptomi Gamal Abdel Nasszer kormányával és a pánarabista politikával, 1962 szeptemberében, egy héttel Ahmad halála után puccsot hajtottak végre az imám kormányának megdöntésére.  Szanaa újra főváros lett. 

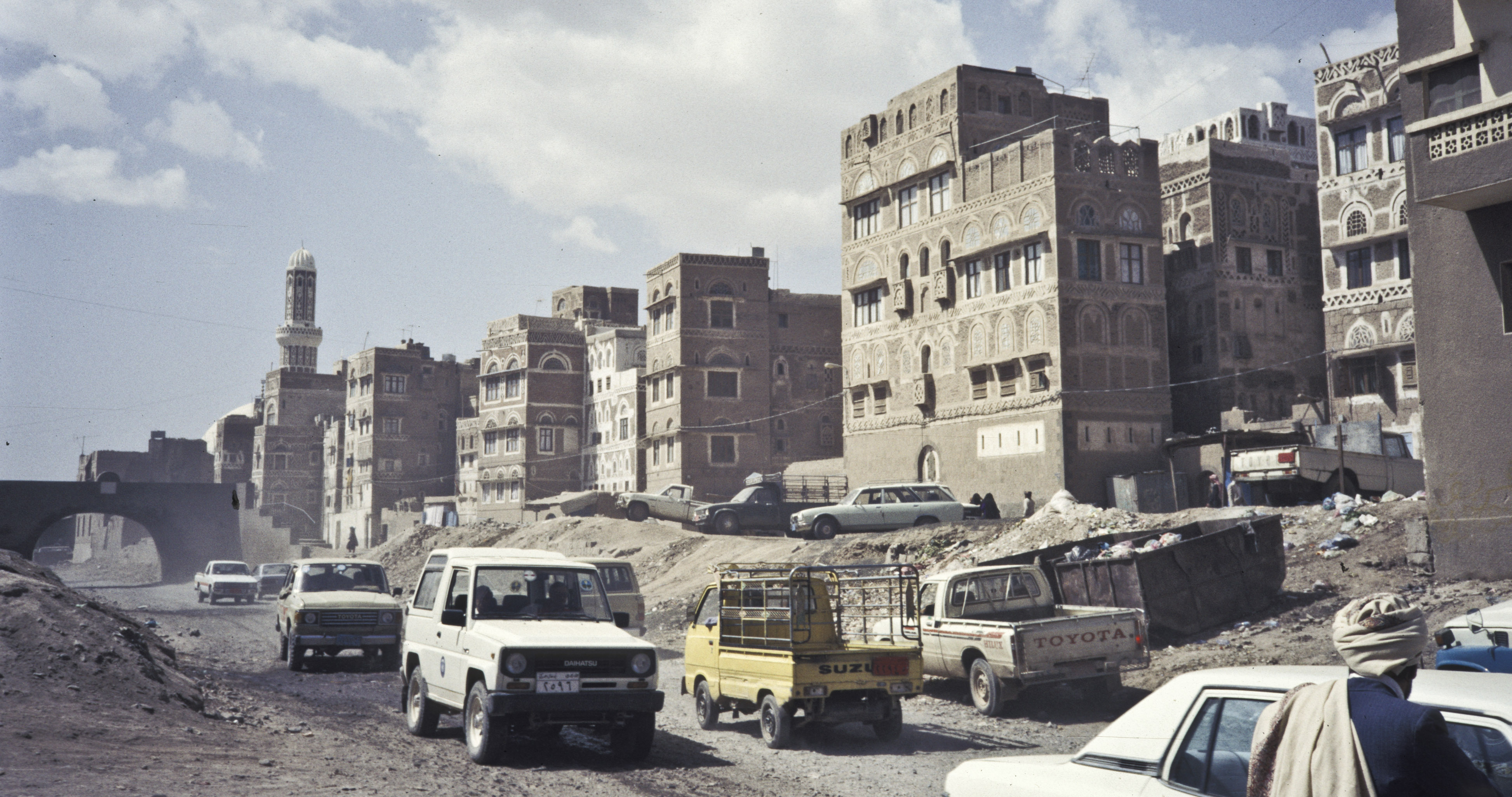
Kilátás a Wadi as-Sailah utcára 1988-ban, a háttérben az al-Mahdi mecset minaretjével

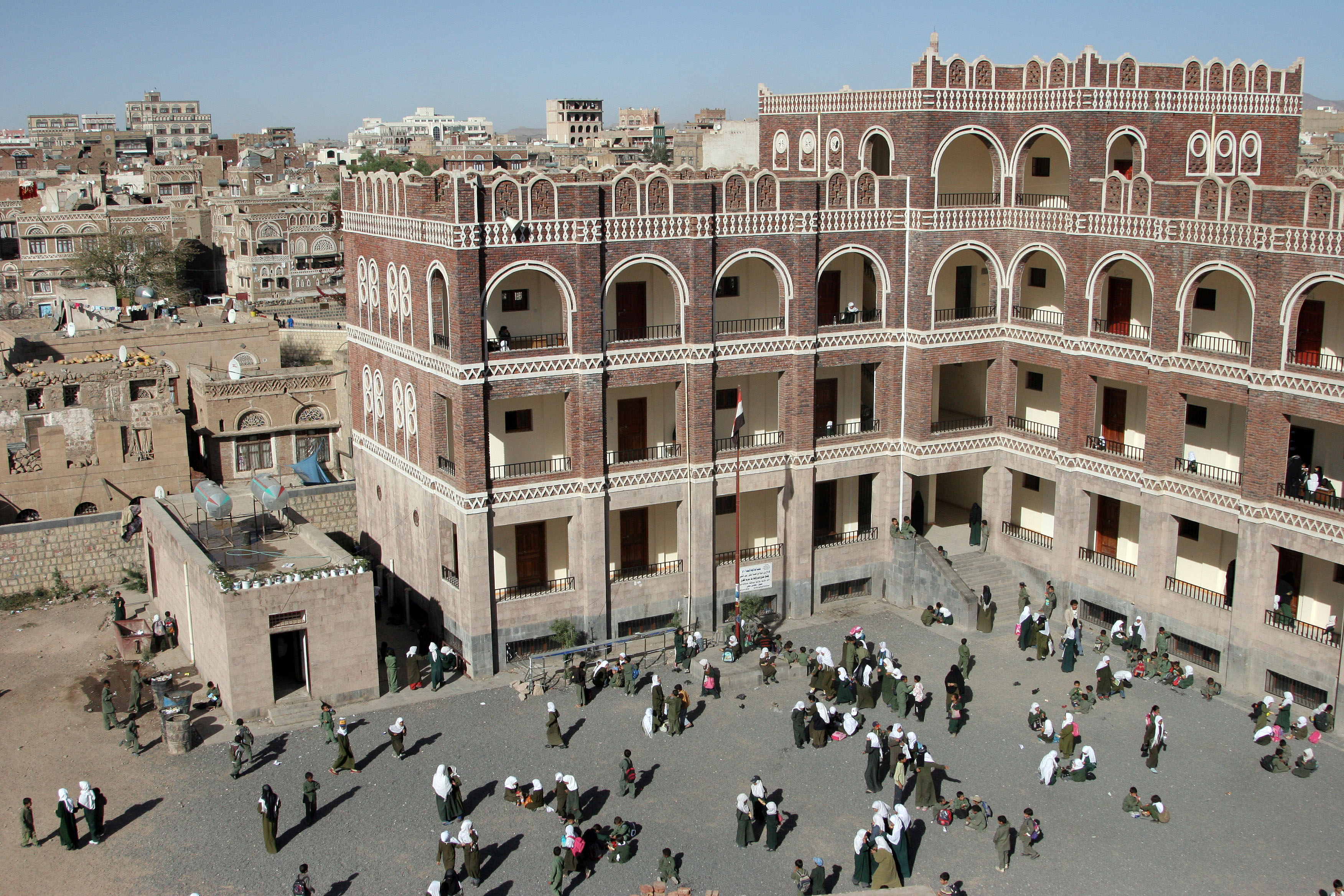
Attabari Általános Iskola, Szanaʽa óvárosában

A szomszédos Szaúd-Arábia ellenezte a fejleményeket és aktívan támogatta Észak-Jemen vidéki törzseit, támogatva az ország nagy részét Szanaa városi és nagyrészt köztársaságpárti lakóival.  Az észak-jemeni polgárháború a város ősi örökségének jelentős részének megsemmisüléséhez vezetett, és egészen 1968-ig tartott, amikor a szemben álló felek megállapodásra jutottak,  létrehozva az elnöki rendszert. Szanaa instabilitása azonban a folyamatos puccsok és politikai merényletek miatt folytatódott, egész a 70-es évekig, amikor az országban a helyzet stabilizálódott. 
A polgárháború 1970-ben fejeződött be.  Ezután a gazdasági fellendülés időszaka következett, és részben a jemeni munkások hatalmas migrációja az Öböl-államokba, akik rengeteg pénzt küldtek haza. 
Az 1980-as évek végétől azonban Jemen is a kőolajtermelő országok sorába lépett, s ez kissé meggyorsította fejlődését.
Státuszát Észak- és Dél-Jemen 1990-es egyesülését követően is megőrizte. 

### 21. század
Az Arab Liga 2004-ben Szanaát választotta az arab kulturális fővárosnak. 2008-ban elkészült az Al Szaleh mecset, amely egyszerre több mint 40 ezer hívőt tud fogadni.
2011-ben Szana, mint jemeni főváros volt a jemeni forradalom központja, amikor Ali Abdullah Száleh elnököt menesztették. Május és november között a város csatatér lett, amely a 2011-es szanaai csata néven vált ismertté.
2012 májusában öngyilkos merénylő támadása történt, aminek következtében 120 katona vesztette életét.
2014 őszén, a huthi felkelés idején a Hútik átvették Szanaában a hatalmat.
2015. június 12-én a síita lázadók és szövetségeseik ellen a szaúdi vezetésű légicsapások történelmi jelentőségű épületeket romboltak le a főváros közepén. Az UNESCO helyi világörökség része súlyosan megsérült. 
2016. október 8-án a szaúdi légicsapások egy szanaai csarnokot vettek célba, ahol éppen temetést tartottak. Legalább 140-en haltak meg és körülbelül 600-an megsebesültek. 
2017 májusában a Vöröskereszt Nemzetközi Bizottsága szerint a kolerajárvány 115 ember halálát okozta, és 8500-an betegedtek meg. 

## Gazdasága
Az 1980-as évek végétől megindult az országban a kőolajtermelés.
Gyáriparát pamut- és szövőipar képezi, mely hazai gyapotot dolgoz fel.
A lakosságot a kisipar látta el a legfontosabb közszükségleti cikkekkel. A város kézműipara híres; finom művű ékszereket, bőrárukat és dísztárgyakat, fegyvereket készítenek az itteni kézművesek.

## Nevezetességek
- Az óváros (a világörökség része)
- Nagymecset - Mohamed próféta idejében épült.

## Galéria

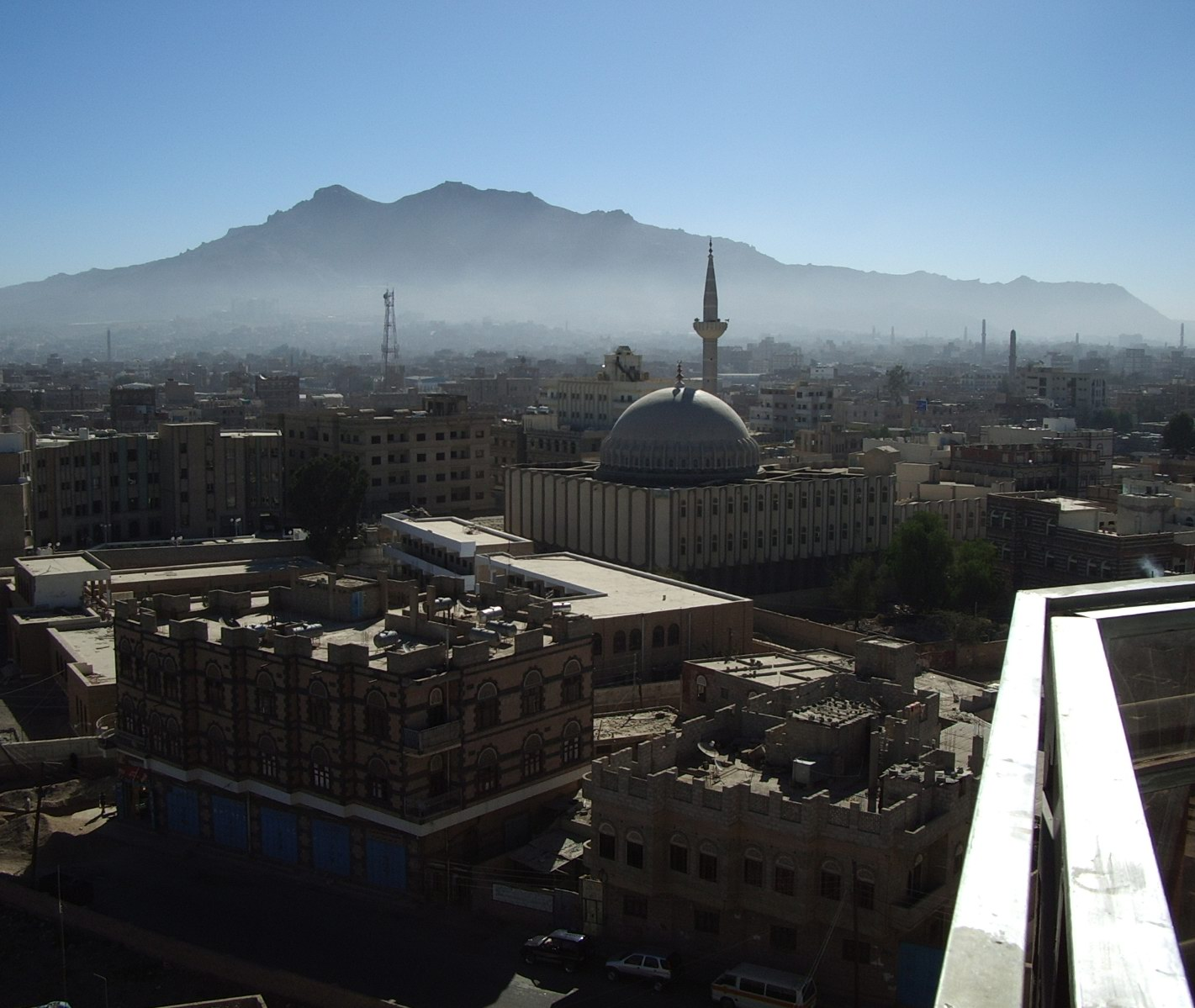
Szanaa látképe
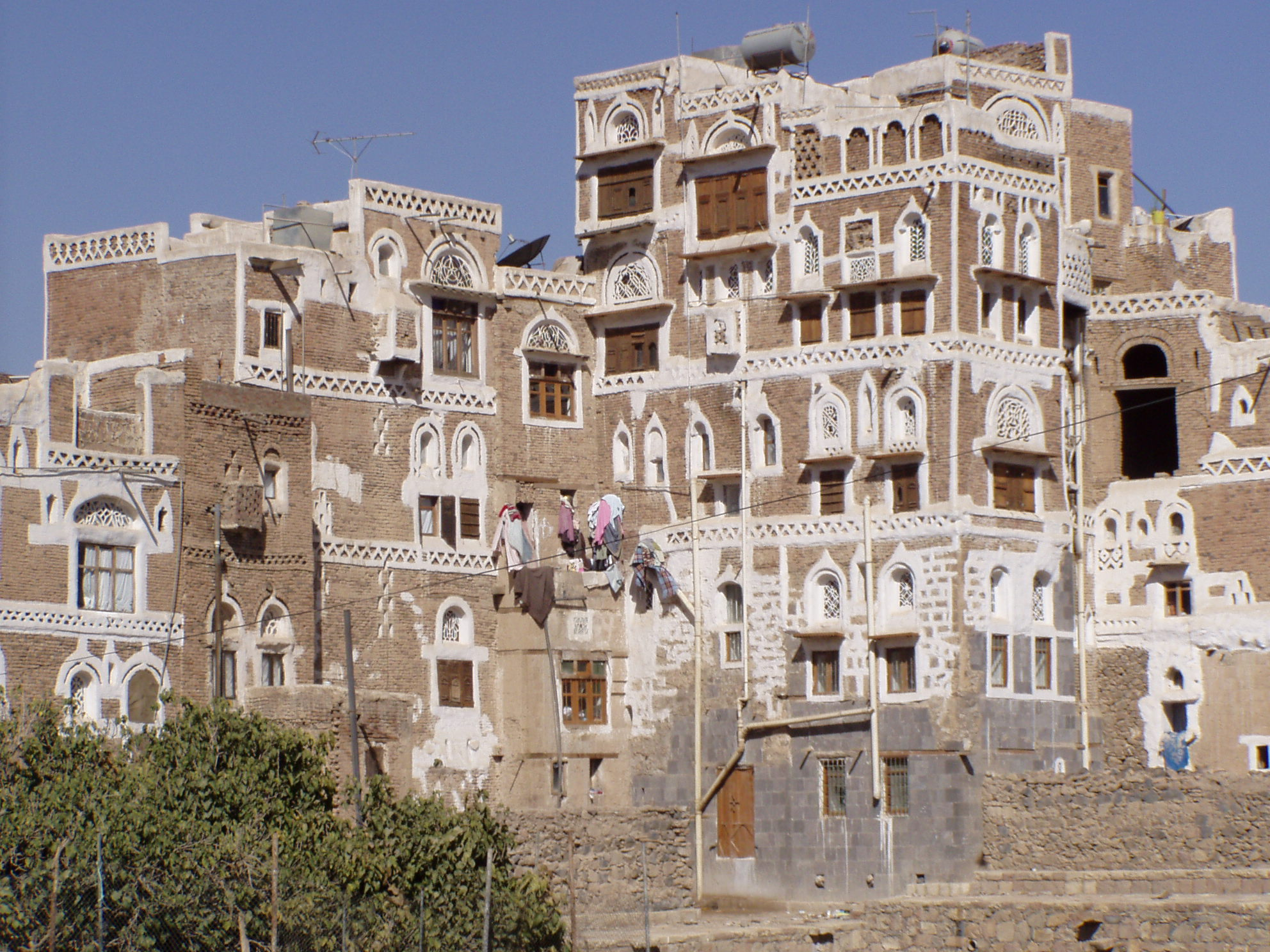
Hagyományos toronyházak
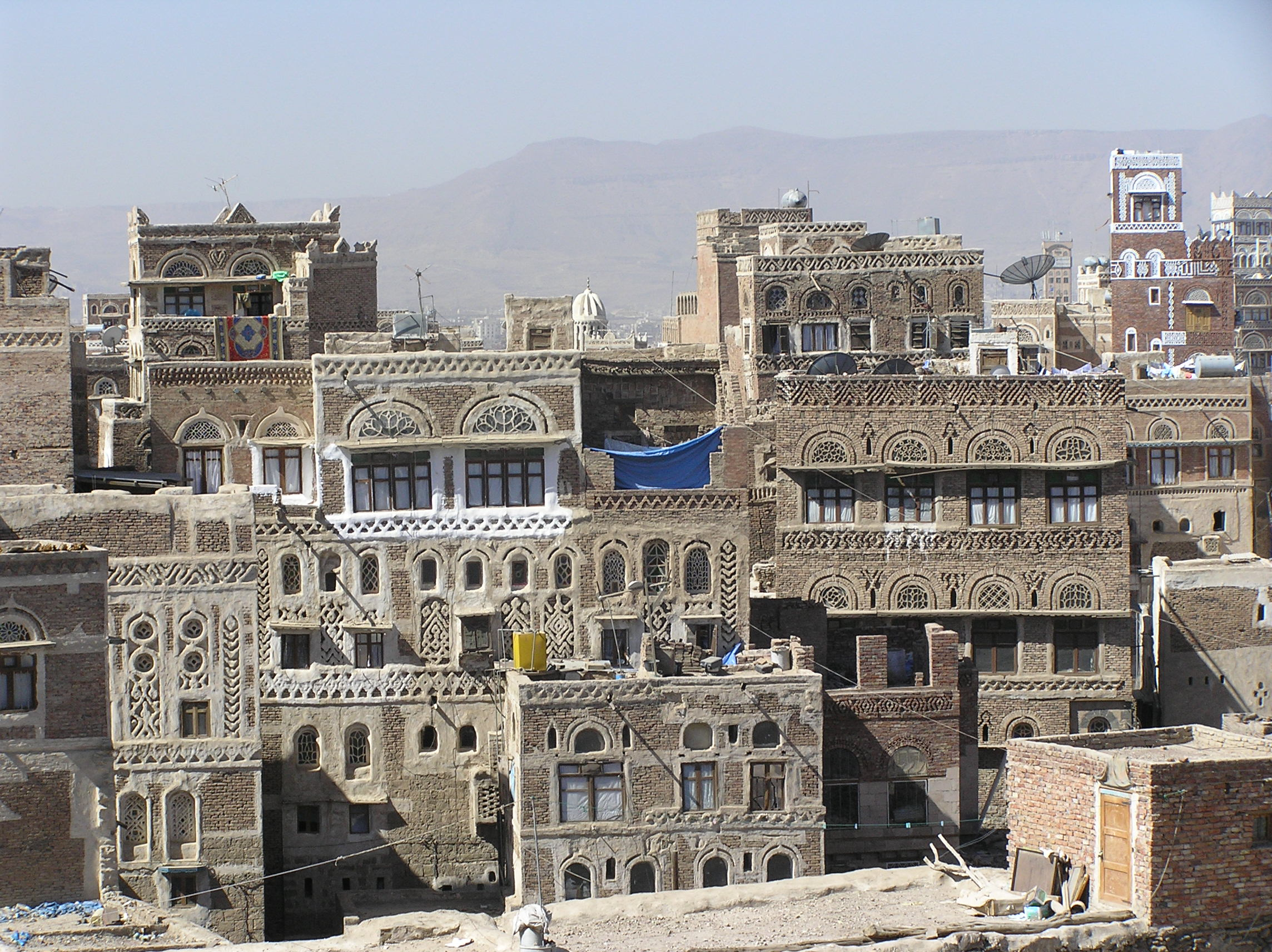
Hagyományos házak
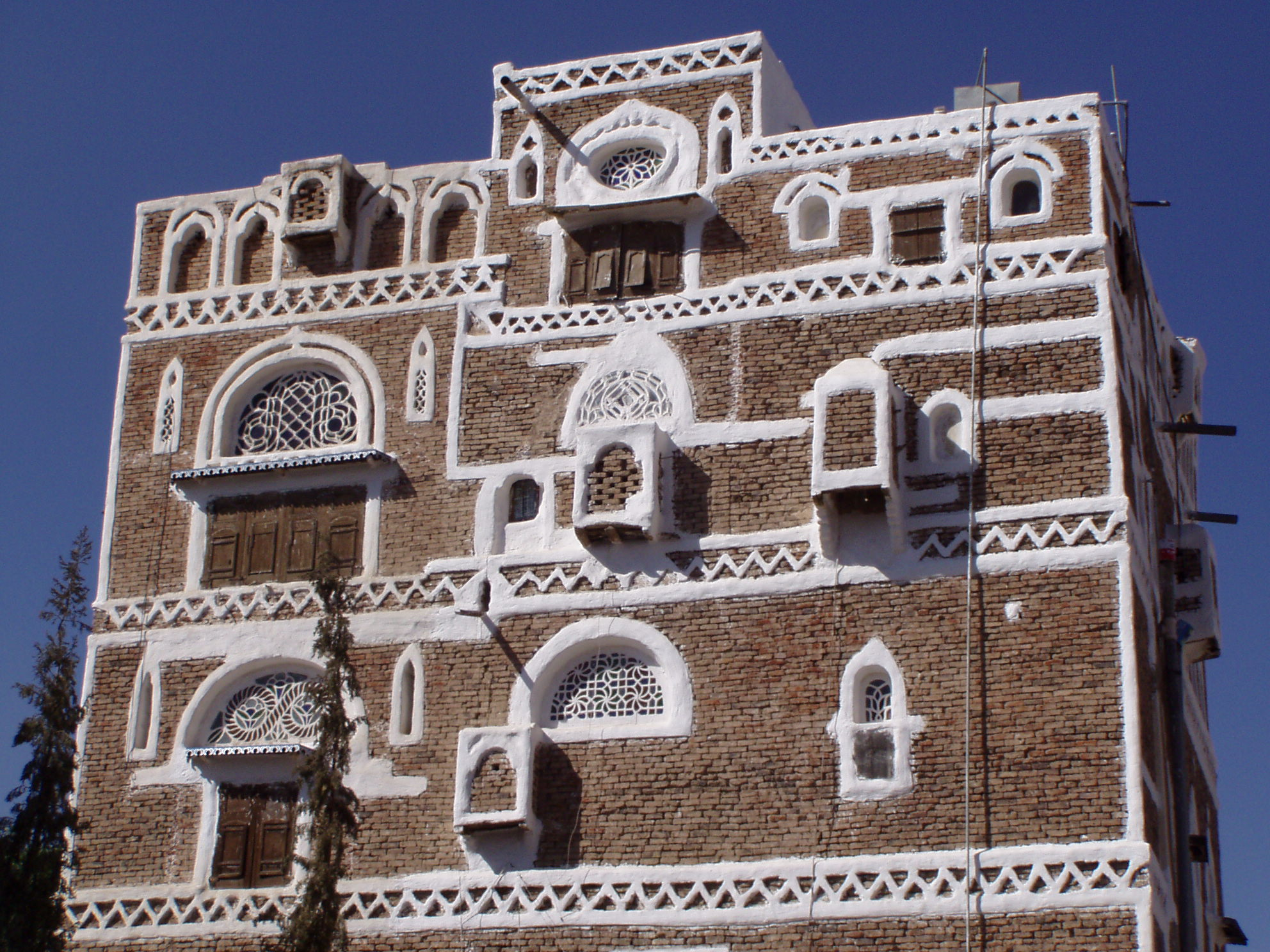
Közelebbi nézet egy egytornyú házról, amelyen a vakolatdísz látható
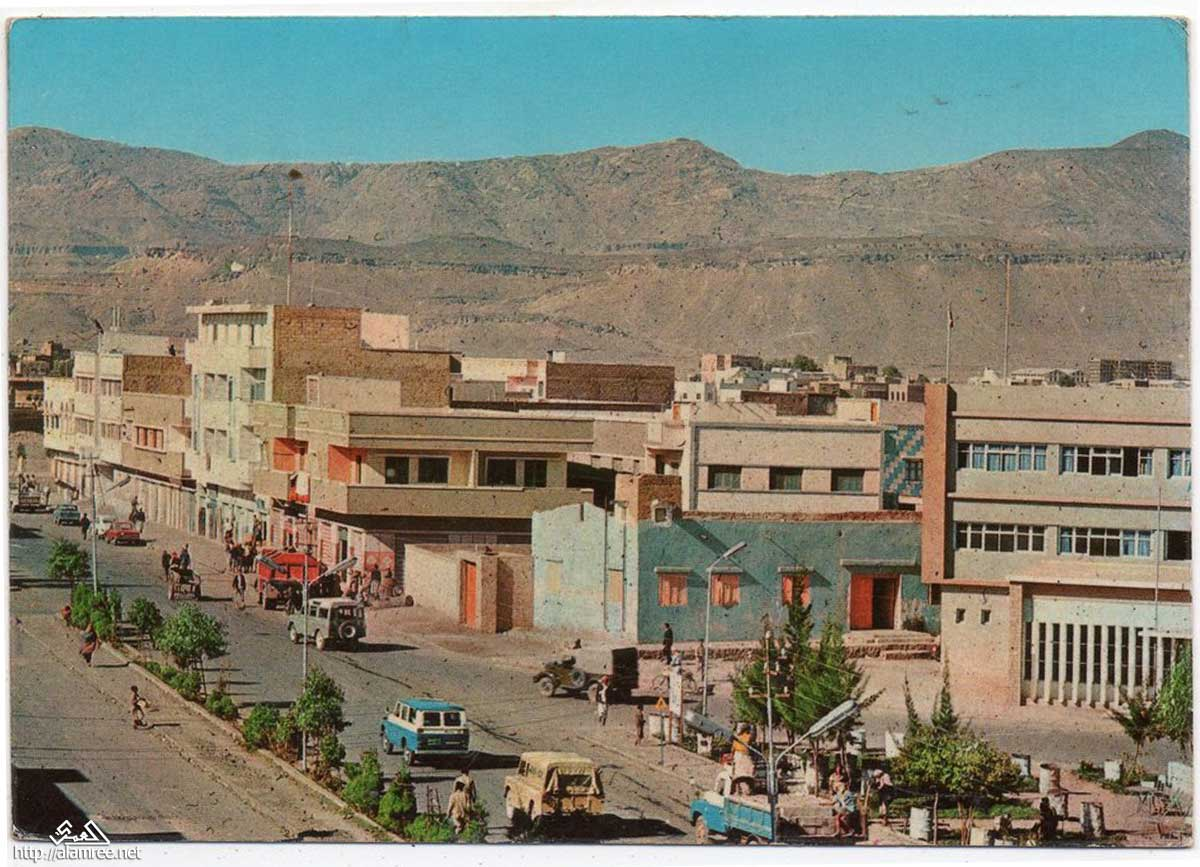
Utcakép az 1960-as években, amely modern betonalapú építészetet ábrázol
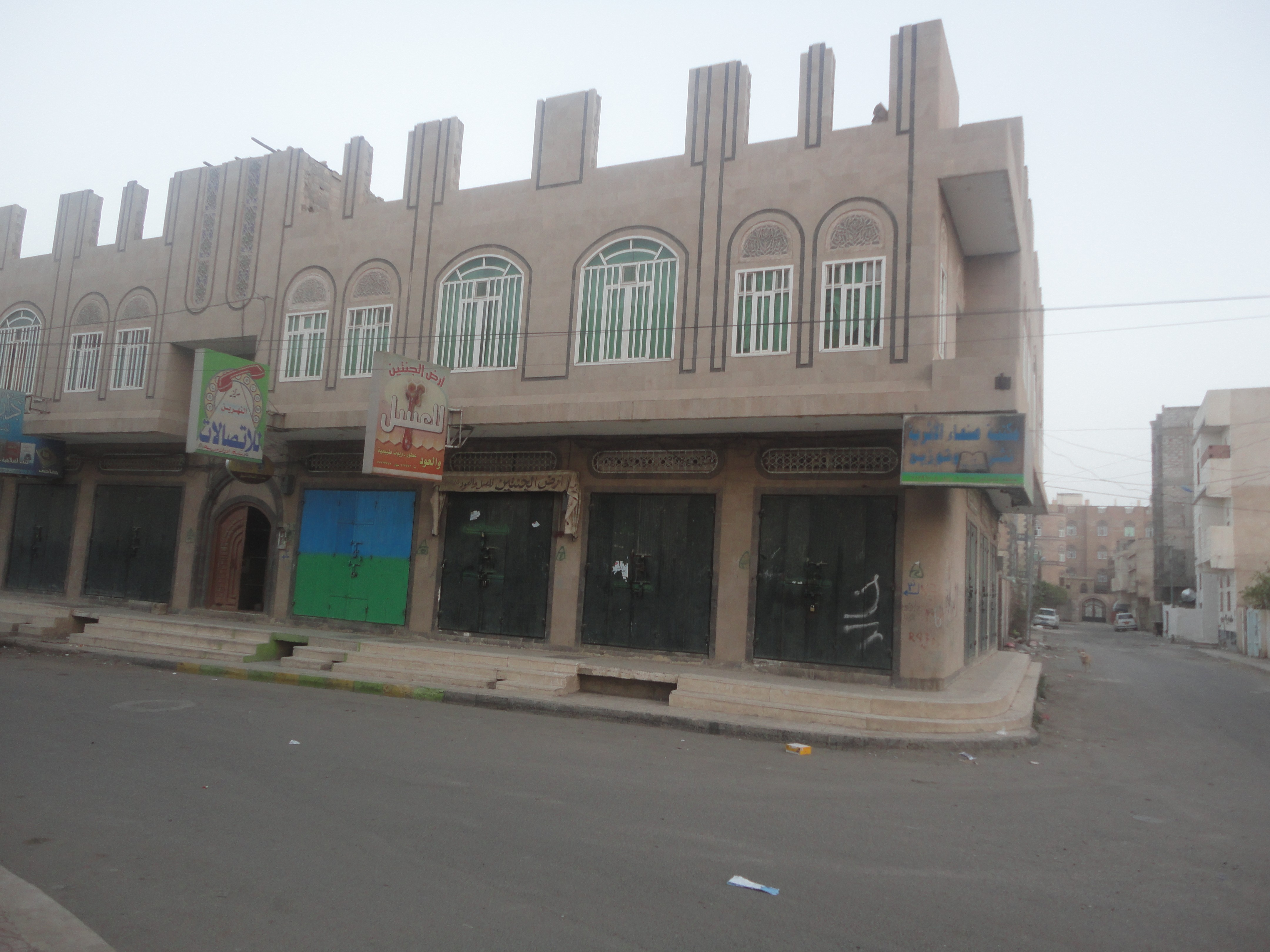
Szanaa Régészeti Könyvtár
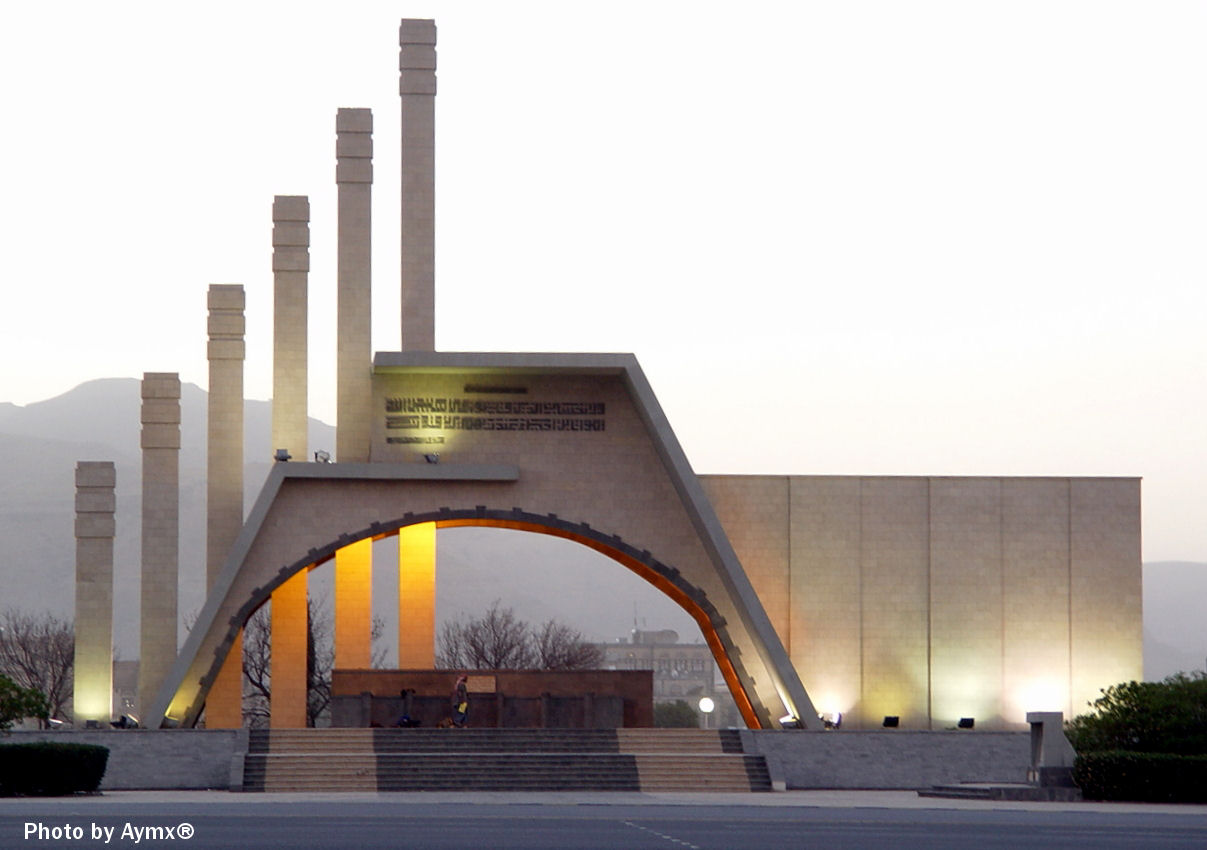
Modern emlékmű Sanaa-ban, az asz-Szab'in úton